# 鄭稷来
鄭 稷来（チョン・ジンネ、朝鮮語: 정직래/鄭稷來、1913年 - 1990年12月28日）は、大韓民国の教育者、政治家。第7代韓国国会議員。
号は雲斉（ウンジェ、운제/雲齊）。

## 経歴
慶熙大学校国文科卒。永同教育区教育監、永同女子中高等学校校長、永同中学校校長、民主共和党忠北第6地区党事務局長・中央常任委員・大統領選挙対策地区委員長、国会内務委員などを務めた。
1990年12月28日、ソウル慶熙医療院で持病により死去、享年77。